# Демарин, Отто Христофорович
Отто Христофорович Демарин (де Марин; 1735 — не ранее 1786) — русский военный деятель, полковник (1771), герой подавления Пугачёвского бунта, комендант Верхне-Озёрной (Озёрной) крепости (ок. 1772—1774) и Комендант Ставрополя-Волжского (Тольятти; 1774—1786) 

## Биография
Родился в 1735 году, происходил из французских гугенотов (протестантов, изгнанных из католической Франции). В молодом возрасте поступил на русскую службу в инженерные войска кондуктором 1-го класса. В декабре 1755 года (в 20 лет) был произведён в инженер-прапорщики, в последующие годы продолжал служить в инженерном корпусе, постепенно повышаясь по службе. 
В 1749 году, по указу Военной коллегии, был командирован в Финляндию для осмотра тамошних крепостей и создания планов «всех замечательных в военном отношении пунктов». В 1757 году участвовал в работе комиссии, решавшей насущные вопросы «о всех российских крепостях». 
В 1767 году Демарин принимал участие в военных действиях против барских конфедератов. Затем участвовал в Русско-турецкой войне (1768—1774): в качестве инженерного офицера принимал участие во взятии крепости Хотин, в штурме и взятии Перекопского вала, во взятии Феодосии (1771). В том же году был произведён в полковники. 
Вскоре после этого Демарин был назначен комендантом Верхне-Озёрной (Озёрной) крепости в Оренбургской губернии. Вскоре началось Пугачёвское восстание. К крепости 23 ноября подступил и осадил её один из ближайших соратников Пугачёва, атаман Хлопуша. В распоряжении Демарина находился небольшой и разношерстный гарнизон, состоявший из сосланных польских конфедератов, казаков и разных инородцев (башкиров и т.д.). Большая часть казаков и все инородцы в самом начале боя перешли на сторону пугачёвцев. В распоряжении полковника-гугенота остались в основном поляки-католики, против которых он сам когда-то сражался, которые не испытывали никакого доверия к Пугачёву и его сторонникам (преимущественно старообрядцам и мусульманам). Поскольку канониры дезертировали, Демарин поставил к орудиям конфедератов. Поскольку в крепости категорически не хватало пуль, Демарин на скорую руку организовал их отливку из брусков железа. Он также успел увеличить высоту крепостного вала используя для этой цели утрамбованный снег. В результате этих энергичных мер, небольшой гарнизон сумел мужественно отразить первую атаку повстанцев под руководством Хлопуши. 26 ноября к крепости подошёл сам Пугачёв с главными силами и лично руководил штурмом крепости, который не удался, как и первый: войска пугачёвцев были отбиты сильным и метким огнем. Встретив такое неожиданное и энергичное сопротивление, Пугачев отступил от крепости. В официальном послужном списке Демарина эти события были описаны следующим образом: «Во время бывшего в Оренбургской губернии народного возмущения находился в Озерной крепости в осаде и неоднократно продолжал от злодеев отпор».
Пугачёвцы так и не смогли взять Верхне-Озёрную крепость. После окончания восстания, Демарин был назначен комендантом крепости Ставрополь-на-Волге (ныне Тольятти) и занимал эту должность в 1774—1786 годах. В 1786 году он вышел в отставку по-прежнему в чине полковника.